# Ring belge R13
Pour les articles homonymes, voir R13.
Le ring belge R13 est le ring de Turnhout. Un tronçon est manquant mais ne nécessite actuellement aucune construction.